# Jan Egil Andresen
Jan Egil Andresen (* 25. September 1978 in Mo i Rana) ist ein ehemaliger norwegischer Skilangläufer.

## Werdegang
Andresen, der für den Hamar Skiklubb startete, lief im Januar 2000 in Nybygda sein erstes Rennen im Continental-Cup und belegte dabei den 38. Platz über 10 km klassisch. Im folgenden Monat holte er über 10 km klassisch in Rumford seinen ersten Sieg im Continental-Cup. Sein erstes von insgesamt 27 Einzelrennen im Skilanglauf-Weltcup absolvierte er im März 2000 in Oslo, welches er auf dem 64. Platz im Sprint beendete. In der Saison 2002/03 siegte er zu Beginn der Saison beim Continental-Cup in Gåsbu in der Verfolgung und holte im März 2003 mit dem 21. Platz über 58 km klassisch beim Birkebeinerrennet seine ersten Weltcuppunkte. Zu Beginn der Saison 2004/05 errang er beim Scandinavian-Cup in Veldre über 15 km Freistil und über 15 km klassisch jeweils den dritten Platz. Im Januar 2004 erreichte er in Nové Město mit dem vierten Platz über 15 km Freistil seine beste Einzelplatzierung im Weltcup. Beim Saisonhöhepunkt den Nordischen Skiweltmeisterschaften 2005 in Oberstdorf kam er auf den 29. Platz über 15 km Freistil. Die Saison beendete er auf dem 46. Platz im Distanzweltcup und auf dem neunten Rang in der Gesamtwertung des Scandinavian-Cups. Im Dezember 2005 erreichte er in Canmore mit Platz fünf über 15 km Freistil seine zweite und letzte Top-Zehn-Platzierung im Weltcup. Bei den Olympischen Winterspielen 2006 in Turin belegte er den 41. Platz im Massenstartrennen über 50 km Freistil und den 27. Rang im Skiathlon. Sein letztes internationales Rennen absolvierte er Februar 2010 beim Scandinavian-Cup in Gjøvik. Dort kam er auf den 31. Platz im 30-km-Massenstartrennen. Bei norwegischen Meisterschaften wurde er im Jahr 2005 Zweiter über 15 km und 2006 Dritter in der Verfolgung.

## Siege bei Continental-Cup-Rennen
| Nr. | Datum            | Ort     | Disziplin                 | Serie           |
| --- | ---------------- | ------- | ------------------------- | --------------- |
| 1.  | 12. Februar 2000 | Rumford | 10 km klassisch           | Continental-Cup |
| 2.  | 8. Dezember 2002 | Gåsbu   | 15 km Freistil Verfolgung | Continental-Cup |